# M4 (karabina)
M4 je americká zkrácená verze útočné pušky M16A2, s níž má 80 % shodných dílů. Kromě zkrácení hlavně (a předpažbí) byla pevná pažba nahrazena teleskopickou (výsuvnou) pažbou, která má možnost aretace v šesti různých polohách. Použití obvyklejší sklopné ramenní opěrky bylo vyloučeno konstrukcí M16, u které je vratná pružina uložena v prostoru pevné pažby.

## Verze
- M4 je základní typ, umožňující střelbu jednotlivými ranami či dávkou omezenou na tři výstřely (jako M16A2). Po zrušení zakázky na nákup nejnovějšího provedení útočné pušky v plné velikosti M16A4 se pomalu stává standardní zbraní americké armády a objevuje se ve výzbroji mnoha dalších.
- M4A1 je verze přednostně určená pro speciální jednotky. Má možnost střelby jednotlivými ranami či dávkou bez omezovače. Dnes plně nahrazuje model M4.
- M4 Commando je verze s ještě více zkrácenou hlavní – pouze 29 cm – určená pro speciální operace ve stísněných prostorech.
- Colt 9mm Submachine Gun - samopal, verze Commando překonstruovaná na střelbu náboji 9mm Luger. Bez zasunutého zásobníku na první pohled nerozeznatelná od M4.

Karabina M4 je mj. i ve výzbroji Armády České republiky. Dle dokumentu AČR se jedná o "nestandardní zbraň používanou v omezených počtech" a verzi M4A3 Bushmaster používanou SOG a poté 601. skss.
Existuje velká skupina firem vyrábějící naprosto shodné či mírně upravené zbraně pro civilní trh a speciální policejní jednotky. Pro zbraň existuje široká škála příslušenství, které je sdruženo do tzv. balíčku SOPMOD (Special OPerations modifications). Ty obsahují např. granátomet M203 se zkrácenou devítipalcovou (cca 22,5 cm) hlavní, tlumič hluku výstřelu, speciální laser AN/PEQ 2, systémy nočního vidění a různé optiky (ACOG) nebo kolimátory (Aimpoint, EOTech). Zbraň je uzpůsobena ke střelbě střeliva ráže 5,56 × 45 mm NATO, které je podáváno standardně z třicetiranného STANAG zásobníku. Střelba funguje stejně jako u M16, okénko pro výhoz nábojnic je pouze napravo, táhlo závěru je na konci těla zbraně.

## Přehled verzí
- M4 - základní verze střílející tříranými dávkami a jednotlivými ranami
- M4A1 - modernizace střílející dávkou bez omezení a jednotlivými ranami
- M4A1 R.I.S. - jde o klasickou karabinovou verzi s úpravou R.I.S. - Rail Interface System, místo klasického polymerového předpažbí má kovové, jehož základem jsou nosné lišty pro taktické prvky jako je svítilna, laserový zaměřovač, apod.
- M4 SPC - (ve skutečnosti M15A4 SPC od zbrojovky Armalite inc.) S.P.C. - Special Purpose Carbine, místo teleskopické má pevnou pažbu typu M16A2 a předpažbí jako verze R.I.S.
- XM 177 - předchůdce M4- liší se jinými mířidly a tlumičem výšlehu plamene
- M4 Commando - zkrácená M4A1 pro speciální jednotky
- M4 SOPMOD (CQBR, MK18 mod 0 a MK18 mod 1 - Special OPeration MOD, od základní verze se liší přidáním RIS/RAS předpažbí, zkrácením hlavně na 10,3" nebo 10,5" a užití balíčku SOPMOD.

## Fotogalerie

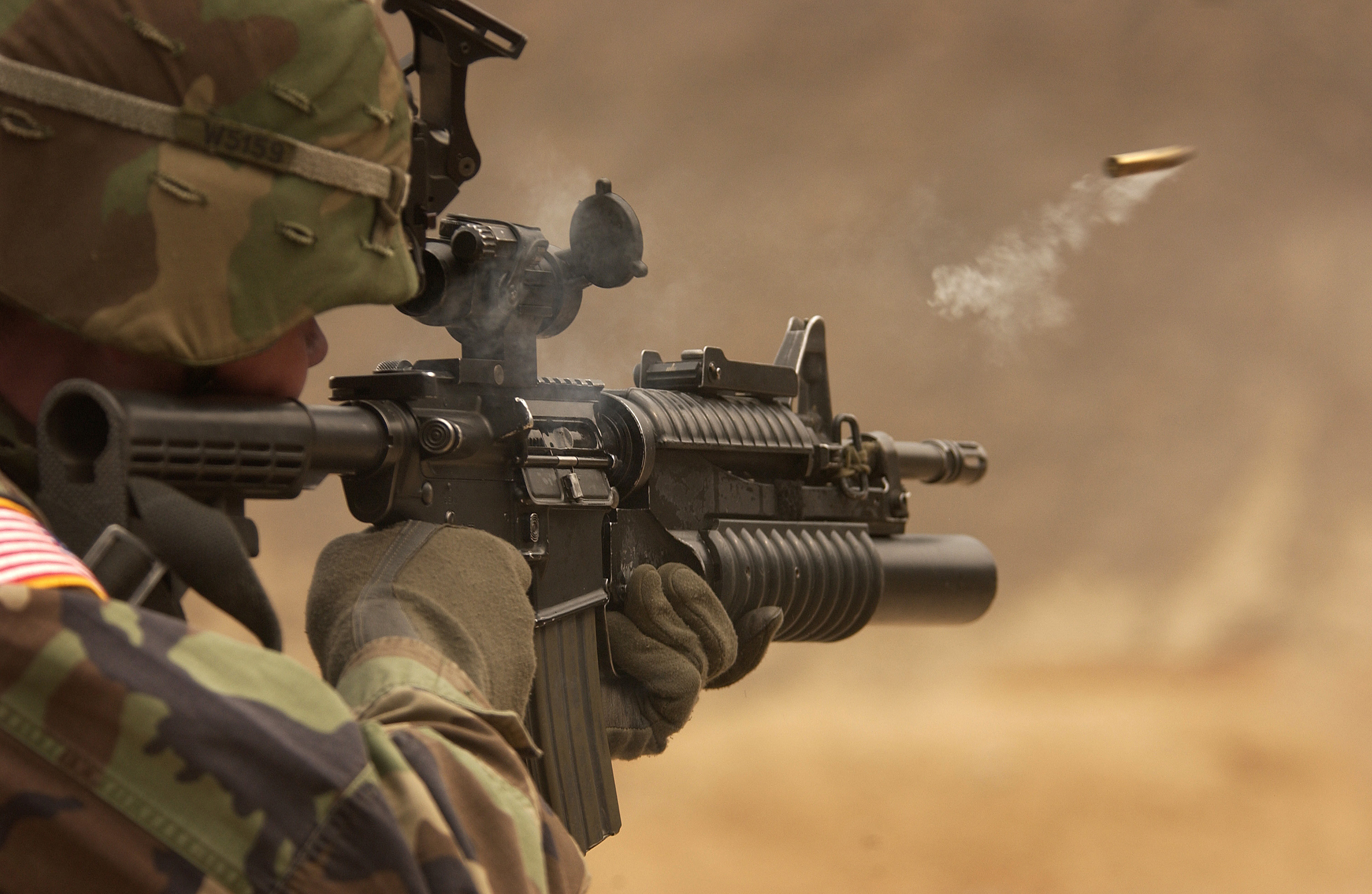
Americký voják střílející z M4A1 s podvěšeným granátometem M203
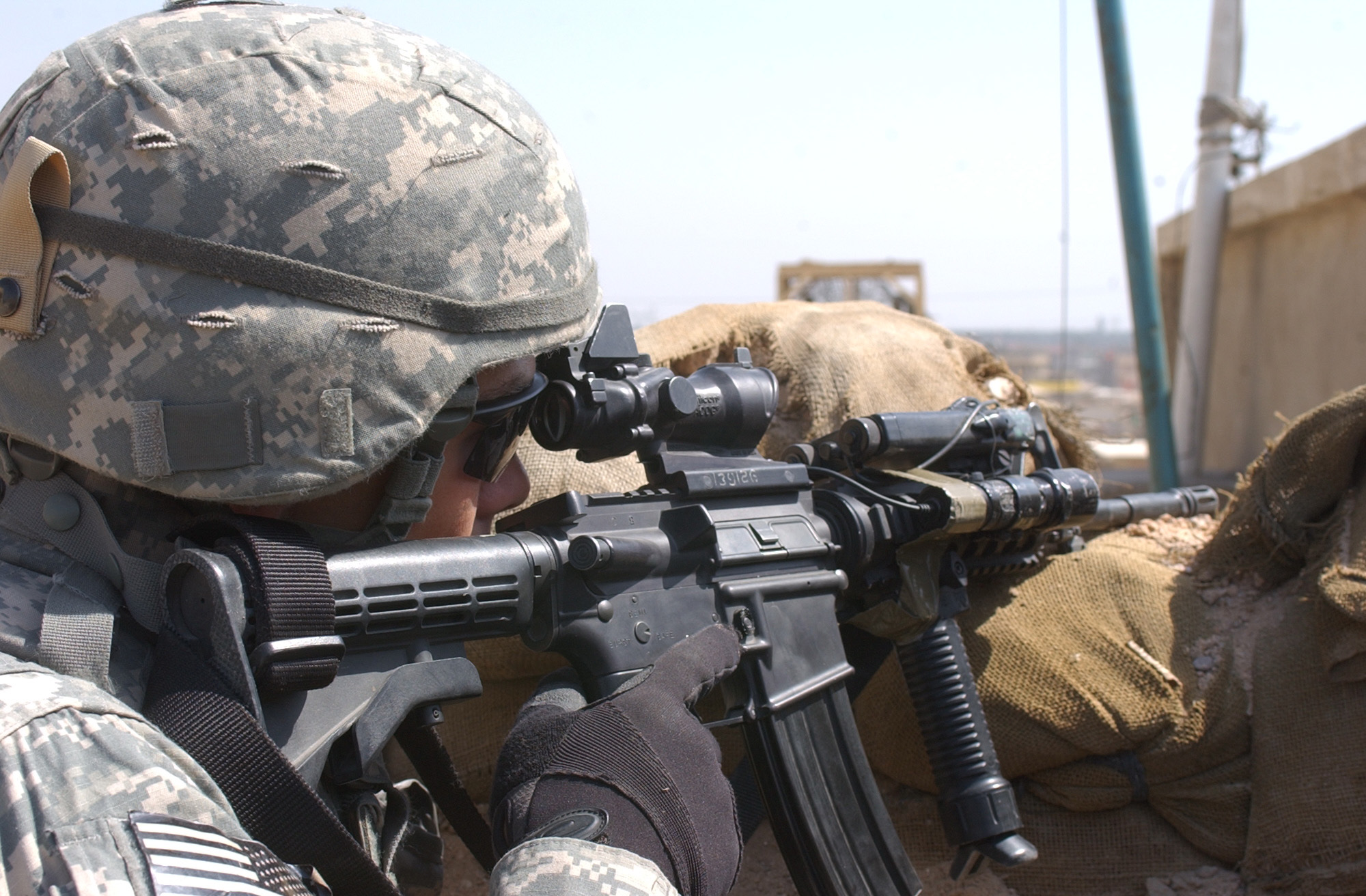
Příslušník americké armády s M4A1
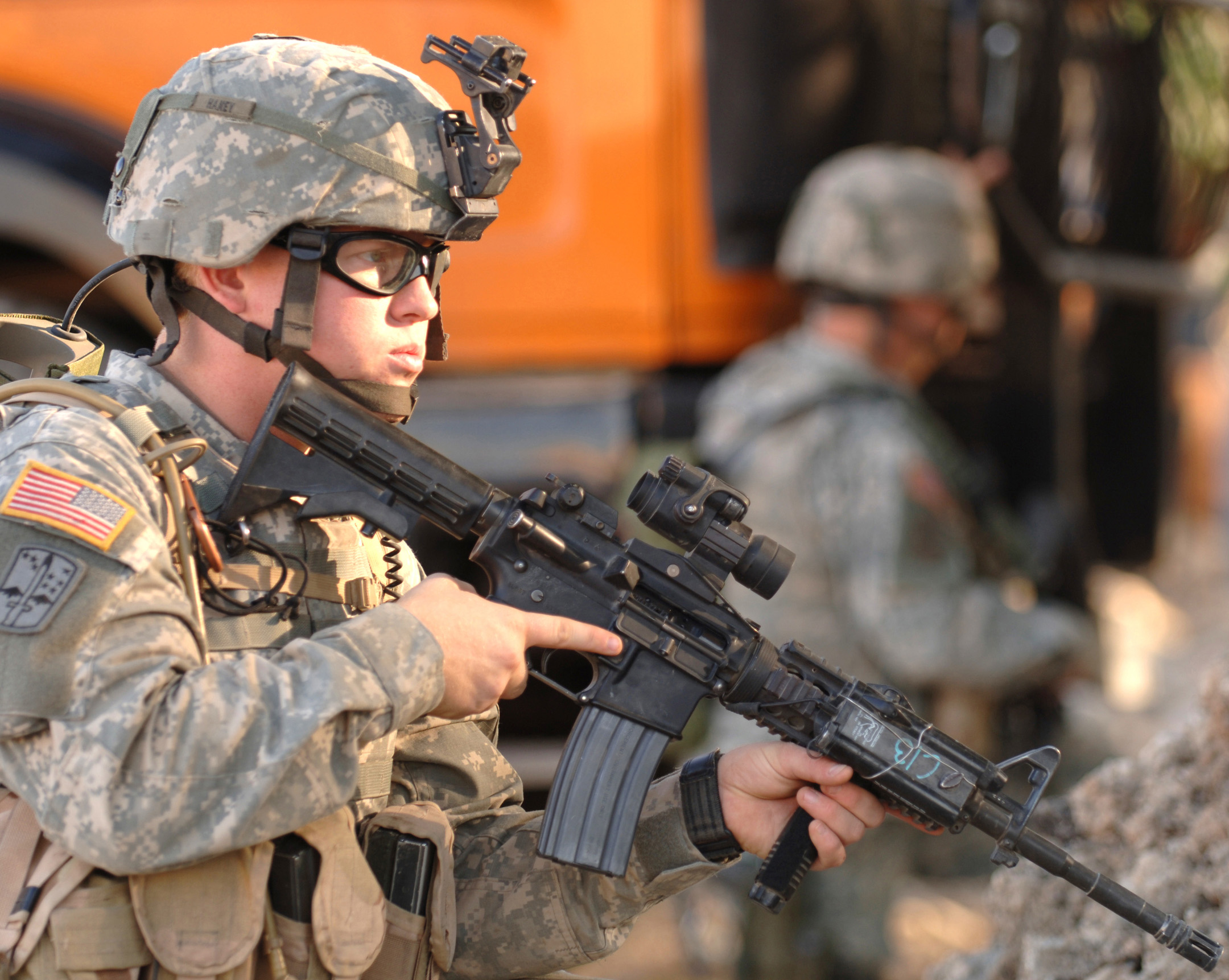
Americký voják držící M4A1, oblečený v nové uniformě ACU.
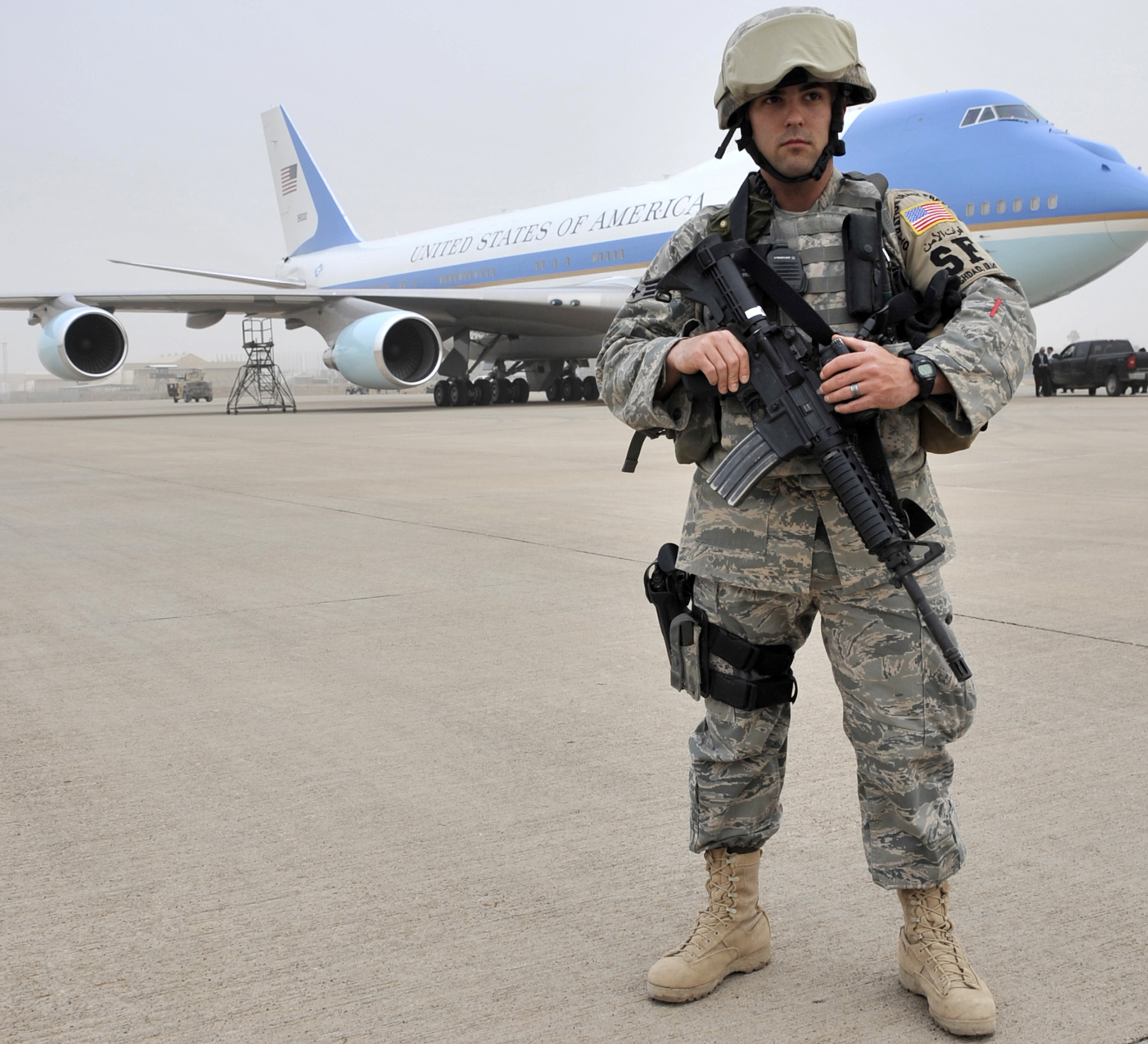
Ostraha Air Force One na letišti v Iráku vyzbrojená karabinou M4
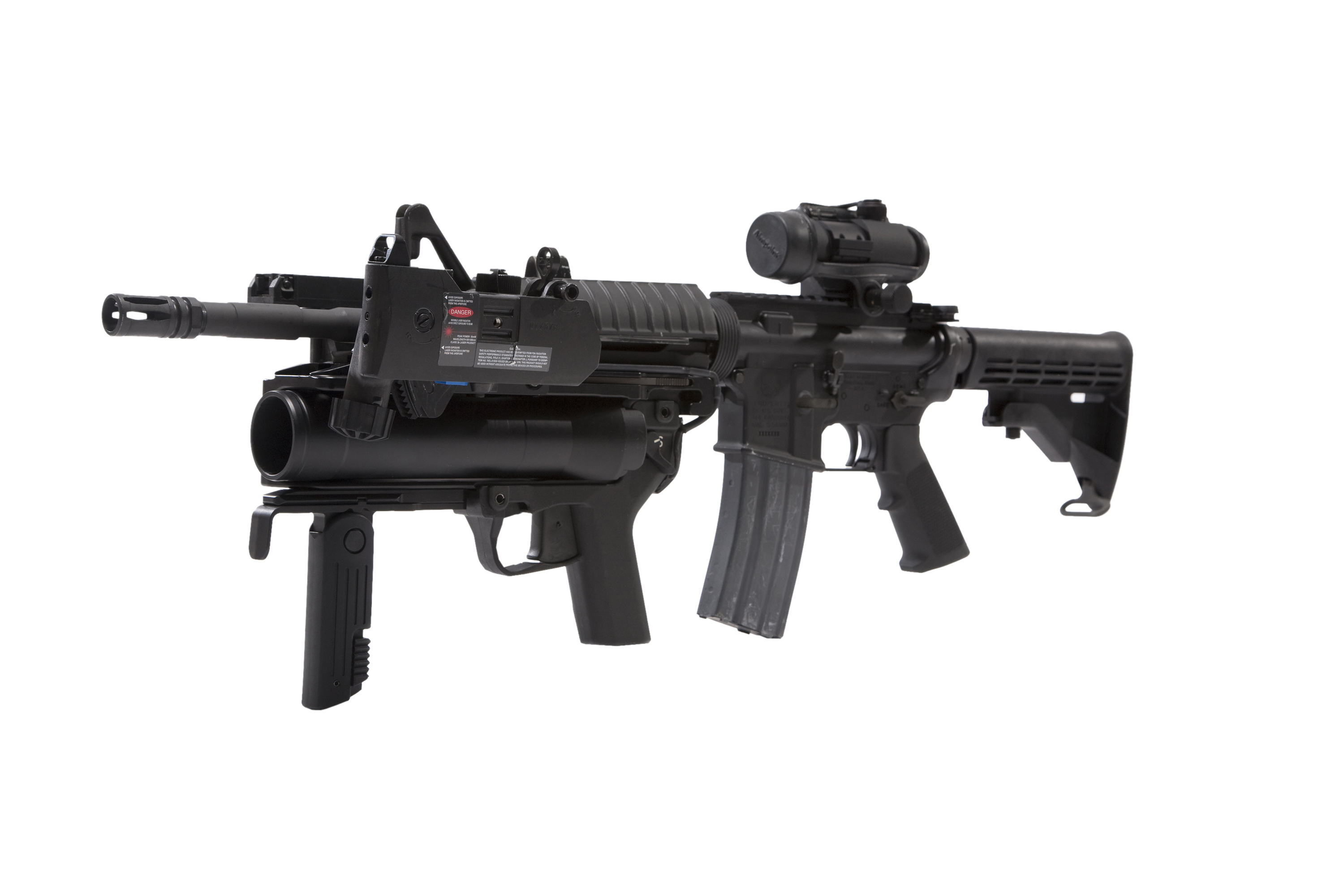
Karabina M4 s podvěšeným granátometem M320